# Martín Fassi
Martín Fassi (* 14. November 1960 in San Isidro) ist ein argentinischer Geistlicher und römisch-katholischer Bischof von San Martín.

## Leben
Martín Fassi studierte am Diözesanseminar in San Isidro und empfing am 14. Dezember 1984 die Priesterweihe für das Bistum San Isidro. Er war in der Priesterausbildung am Regionalseminar Nuestra Señora de la Encarnación in Resistencia, als Missionar auf Kuba und als Pfarrer in Pacheco tätig. Schließlich wurde er zum Generalvikar des Bistums San Isidro ernannt.
Papst Franziskus ernannte ihn am 17. November 2014 zum Titularbischof von Dionysiana und zum Weihbischof in San Isidro. Die Bischofsweihe spendete ihm der Bischof von San Isidro, Óscar Vicente Ojea, am 11. Dezember desselben Jahres. Mitkonsekratoren waren der Altbischof von San Isidro, Alcides Jorge Pedro Casaretto, und der Bischof von Río Gallegos, Miguel Ángel D’Annibale.
Am 5. Dezember 2020 ernannte ihn Papst Franziskus zum Bischof von San Martín. Die Amtseinführung fand am 26. Dezember desselben Jahres statt.